# Newnham on Severn
Newnham lub Newnham on Severn – wieś i civil parish w Anglii, w hrabstwie Gloucestershire, w dystrykcie Forest of Dean. Leży 16 km na południowy zachód od miasta Gloucester i 164 km na zachód od Londynu. W 2011 roku civil parish liczyła 1296 mieszkańców. Newnham jest wspomniana w Domesday Book (1086) jako Neuneham.